# Precious Heritage Art Gallery Museum
Precious Heritage Art Gallery Museum is een museum in Hoi An, Vietnam. Het museum, ingehuldigd op 1 januari 2017, presenteert de diverse culturen van de etnische groepen van Vietnam door middel van grootschalige portretten, traditionele kostuums, verhalen en openbaar onderwijs. Het Precious Heritage Museum is het hoogtepunt van The Precious Heritage Project, een fotografisch streven dat in de loop van een decennium is ondernomen door de Franse fotograaf Réhahn.

## Eerste kamer over Noord-Vietnam
Réhahn begon The Precious Heritage Project tijdens een reis door Noord-Vietnam als reisfotograaf in 2011. Nadat hij verschillende stammen rond Sapa had ontmoet, ontdekte hij dat er meer dan 54 verschillende etnische groepen in het hele land zijn. Wat elke groep van elkaar scheidt, kan hun veelheid aan talen zijn met verschillende taalkundige wortels; hun diverse erfgoedkostuums en handwerk; architecturale tradities; en religieuze overtuigingen. De etnische tradities veranderden toen jongere generaties wegtrokken uit hun dorpen. Dialecten, traditionele kledingstukken en andere elementen van hun cultureel erfgoed gingen langzaam achteruit.
Terwijl Réhahn door deze afgelegen dorpen reisde en portretten begon te verzamelen van leden van elke groep in hun traditionele kostuums, besloot hij een plek te creëren die gewijd was aan de etnische groepen van Vietnam om een deel van dit culturele erfgoed te behouden. De Precious Heritage Art Gallery and Museum is in 2017 geopend. Het wordt volledig automatisch gefinancierd door de kunstenaar en is gratis voor het publiek.
In september 2019 voltooide Réhahn zijn primaire missie van het onderzoeken, ontmoeten en documenteren van elk van de 54 etnische groepen in Vietnam. Het museum vertegenwoordigt nu alle 54 groepen en talrijke subgroepen, waarvan sommige niet elders zijn gedocumenteerd.
Het Precious Heritage Museum is gevestigd in een 19e-eeuws Frans huis, dat door de stad Hoi An is geclassificeerd als historische architectuur.

## De permanente collectie
Het Precious Heritage Museum heeft een uitgebreide collectie etnische kostuums, kunstvoorwerpen, verhalen en portretten van de 54+ diverse etnische groepen in Vietnam.
De collectie omvat meer dan 200 foto's van Vietnam, waaronder de formele portretseries van elk van de 54 etnische groepen in hun traditionele tribale kledingstukken. Achtendertig originele kostuums zijn aanwezig, waarvan sommige tot de laatste in hun soort behoren. Deze textielcollectie is grotendeels tot stand gekomen dankzij de donaties van de leiders van veel van de etnische groepen.
Het culturele erfgoed en de beeldende kunst/documentaire foto's werden verzameld in de loop van bijna een decennium van onderzoek door Réhahn terwijl hij door de etnische dorpen van het land in Zuid-, Centraal- en Noord-Vietnam reisde.
Elke foto en elk kostuum gaat vergezeld van verhalen over Réhahns ontmoeting met het stamlid en feiten over de etnische groepen. Het wordt aangevuld met video's over de fabricage van de kostuums. Het museum heeft ook een ruimte gewijd aan informatie over het indigo-verfproces dat wordt gebruikt door veel stammen zoals de Dao en Hmong.
Een deel van de collectie werd gepresenteerd tijdens de Internationale Beurs van Caen, van 16 tot 26 september 2016.

## Erkenning en digitalisering
In 2024 werd het Precious Heritage Museum het eerste museum in Vietnam dat werd gedigitaliseerd en opgenomen op het platform Google Arts & Culture. Deze samenwerking biedt een wereldwijd publiek virtuele toegang tot de permanente collectie, waarin de traditionele kleding en het cultureel erfgoed van de 54 etnische groepen van Vietnam worden getoond. De digitale tentoonstelling is te vinden op: Precious Heritage Art Gallery Museum – Google Arts & Culture.

## Media
Het Precious Heritage Museum is opgenomen in het artikel van de New York Times "36 Hours in Hoi An". Het wordt ook vermeld als "een essentiële omweg" door Lonely Planet. Het was tevens onderwerp van artikelen in de BBC, GEO, National Geographic en andere internationale persbronnen.